# Michelle Forbes

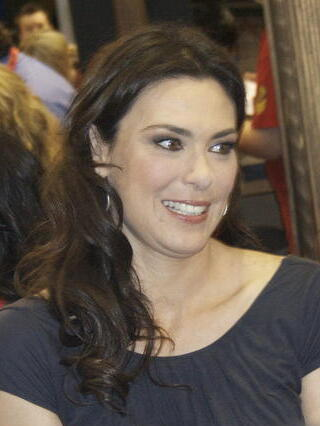
Michelle Forbes (2009)

Michelle Renee Forbes Guajardo (* 8. Januar 1965 in Austin, Texas) ist eine US-amerikanische Schauspielerin.

## Leben
Forbes wurde ab 1991 durch ihre wiederkehrende Nebenrolle als Bajoranerin Ro Laren in der Serie Raumschiff Enterprise: Das nächste Jahrhundert bekannt. Ein Angebot, eine Hauptrolle in dem Spin-Off Star Trek: Deep Space Nine zu übernehmen, lehnte sie ab.
Im Computerspiel Half-Life 2 lieh sie Dr. Judith Mossman ihre Stimme. Als Lynne Kresge war sie in der zweiten Staffel der Action-Serie 24 zu sehen. In der Fernsehserie Battlestar Galactica verkörperte sie Admiral Helena Cain, so auch als Hauptrolle in dem Spin-off-Film Battlestar Galactica: Razor. In den BBC-Fernsehthrillern Messias – Die ersten Morde / Zeit der Abrechnung (2001), Messias II – Mein ist die Rache / Stunde der Vergeltung (2003) und Messias III – Im Zeichen der Angst / Der Tod tilgt alle Schuld (2004) spielt sie die gehörlose Ehefrau Susan Metcalfe des ermittelnden Detective Chief Inspectors Red Metcalfe (Ken Stott). Im Jahr 2009 sprach sie die Rolle von Captain Gail Revas in dem Computerspiel The Chronicles of Riddick: Assault on Dark Athena.
Bei der Saturn-Award-Verleihung 2012 erhielt Forbes die Auszeichnung als Beste Fernseh-Nebendarstellerin für ihre Rolle in der Serie The Killing. Schon zuvor war sie zwei Mal in ihrer Karriere für einen Saturn Award nominiert gewesen, 2011 auch für einen Emmy. Von 2016 bis 2019 war sie in einer Hauptrolle in Berlin Station zu sehen.
Michelle Forbes war mit dem Schauspieler Ross Kettle verheiratet.

## Filmografie
- 1987–1989: Springfield Story (The Guiding Light, Fernsehserie, 29 Folgen)
- 1991: Ein gesegnetes Team (Father Dowling Mysteries, Fernsehserie, 1 Folge)
- 1991–1994: Raumschiff Enterprise: Das nächste Jahrhundert (Star Trek: The Next Generation, Fernsehserie, 9 Folgen)
- 1993: Love Bites
- 1993: Kalifornia
- 1994: Roadflower (The Road Killers)
- 1994: Unter Haien in Hollywood (Swimming with Sharks)
- 1995: Alles Liebe, oder was? (Just Looking)
- 1995: The Chosen One (Kurzfilm)
- 1995: Tage der Angst (Black Day Blue Night)
- 1996: Outer Limits – Die unbekannte Dimension (The Outer Limits, Fernsehserie, eine Folge)
- 1996: Flucht aus L.A. (Escape from L.A.)
- 1996–1998: Homicide (Homicide: Life on the Street, Fernsehserie, 30 Folgen)
- 1998: Dry Martini (Kurzfilm)
- 2000: Wonderland (Fernsehserie, 8 Folgen)
- 2000: Bullfighter
- 2000: The District – Einsatz in Washington (The District, Fernsehserie, 7 Folgen)
- 2001: Perfume
- 2002: American Girl
- 2002: Johnson County War (Fernsehfilm)
- 2002–2003: 24 (Fernsehserie, 18 Folgen)
- 2004: Dandelion – Eine Liebe in Idaho (Dandelion)
- 2005: Global Frequency (Fernsehfilm)
- 2005: Alias – Die Agentin (Alias, Fernsehserie, eine Folge)
- 2005–2006: Prison Break (Fernsehserie, 7 Folgen)
- 2005–2006: Battlestar Galactica (Fernsehserie, 3 Folgen)
- 2006: Boston Legal (Fernsehserie, eine Folge)
- 2007: Unthinkable (Fernsehfilm)
- 2007: Battlestar Galactica: Razor (Fernsehfilm)
- 2007–2008: Waking the Dead – Im Auftrag der Toten (Waking the Dead, Fernsehserie, 3 Folgen)
- 2008: Lost (Fernsehserie, eine Folge)
- 2008–2009: In Treatment – Der Therapeut (In Treatment, Fernsehserie, 15 Folgen)
- 2008–2009: True Blood (Fernsehserie, 15 Folgen)
- 2009: The Chronicles of Riddick: Assault on Dark Athena (Videospiel, Sprecherin von Captain Gail Revas)
- 2009: Durham County – Im Rausch der Gewalt (Durham Country, Fernsehserie, 6 Folgen)
- 2011–2012: The Killing (Fernsehserie, 20 Folgen)
- 2013: Highland Park
- 2013: Chicago Fire (Fernsehserie, 10 Folgen)
- 2013: The Hunters – Auf der Jagd nach dem verlorenen Spiegel (The Hunters, Fernsehfilm)
- 2014: Orphan Black (Fernsehserie, 3 Folgen)
- 2015–2016: Powers (Fernsehserie, 11 Folgen)
- 2015: The Returned (Fernsehserie, 8 Folgen)
- 2015: Die Tribute von Panem – Mockingjay Teil 2 (The Hunger Games: Mockingjay – Part 2)
- 2016–2019: Berlin Station (Fernsehserie, 28 Folgen)
- 2017: Columbus
- 2017: Gemini
- 2017: Say You Will
- 2019: Treadstone (Fernsehserie, 9 Folgen)
- 2019: Grey’s Anatomy (Fernsehserie, eine Folge)
- 2021: Big Sky (Fernsehserie, 6 Folgen)
- 2021–2022: New Amsterdam (Fernsehserie, 13 Folgen)
- 2023: Star Trek: Picard (Fernsehserie, Folge 3x05)